# Pramadea
Pramadea is een geslacht van vlinders uit de familie van de grasmotten (Crambidae). De wetenschappelijke naam van dit geslacht is voor het eerst voorgesteld door Frederic Moore in een publicatie uit 1888.

## Soorten
- P. albopunctum (Guillermet, 1996)
- P. christophalis (Viette, 1988)
- P. crotonalis (Walker, 1859)
- P. denticulata Moore, 1888
- P. lunalis (Guenée, 1854)
- P. minoralis (Warren, 1892)
- P. ovialis (Walker, 1859)
- P. trifidalis (Hampson, 1908)
- P. ultratrinalis (Marion, 1954)